# Атвуд (Колорадо)
Атвуд (англ. Atwood) — переписна місцевість (CDP) в США, в окрузі Логан штату Колорадо. Населення — 138 осіб (2020).

## Географія
Атвуд розташований за координатами 40°33′2″ пн. ш. 103°16′29″ зх. д. / 40.55056° пн. ш. 103.27472° зх. д. (40.550477, -103.274598).  За даними Бюро перепису населення США в 2010 році переписна місцевість мала площу 2,68 км², уся площа — суходіл.

### Клімат
| Клімат : Атвуд        | Клімат : Атвуд | Клімат : Атвуд | Клімат : Атвуд | Клімат : Атвуд | Клімат : Атвуд | Клімат : Атвуд | Клімат : Атвуд | Клімат : Атвуд | Клімат : Атвуд | Клімат : Атвуд | Клімат : Атвуд | Клімат : Атвуд | Клімат : Атвуд |
| Показник              | Січ.           | Лют.           | Бер.           | Квіт.          | Трав.          | Черв.          | Лип.           | Серп.          | Вер.           | Жовт.          | Лист.          | Груд.          | Рік            |
| Середній максимум, °C | 3,9            | 6,1            | 10,6           | 15,6           | 21,1           | 27,2           | 31,1           | 30,6           | 25,6           | 18,3           | 10,0           | 4,4            | 17,2           |
| Середній мінімум, °C  | −10            | −8,3           | −4,4           | 0,6            | 6,1            | 11,1           | 14,4           | 13,9           | 8,9            | 2,2            | −4,4           | −8,9           | 1,8            |
| Норма опадів, мм      | 10             | 13             | 28             | 51             | 71             | 66             | 66             | 53             | 30             | 25             | 15             | 13             | 442            |
| --------------------- | -------------- | -------------- | -------------- | -------------- | -------------- | -------------- | -------------- | -------------- | -------------- | -------------- | -------------- | -------------- | -------------- |
| Джерело: Weatherbase  |                |                |                |                |                |                |                |                |                |                |                |                |                |

## Демографія
Згідно з переписом 2010 року, у переписній місцевості мешкали 133 особи в 61 домогосподарстві у складі 43 родин. Густота населення становила 50 осіб/км².  Було 66 помешкань (25/км²).
Расовий склад населення:
| - 92,5 % — білих - 3,0 % — корінних американців - 3,0 % — осіб інших рас |

До двох чи більше рас належало 1,5 %. Частка іспаномовних становила 8,3 % від усіх жителів.
За віковим діапазоном населення розподілялося таким чином: 18,0 % — особи молодші 18 років, 62,5 % — особи у віці 18—64 років, 19,5 % — особи у віці 65 років та старші. Медіана віку мешканця становила 52,8 року. На 100 осіб жіночої статі у переписній місцевості припадало 118,0 чоловіків;  на 100 жінок у віці від 18 років та старших — 118,0 чоловіків також старших 18 років.
Середній дохід на одне домашнє господарство  становив 72 846 доларів США (медіана — 60 469), а середній дохід на одну сім'ю — 78 075 доларів (медіана — 60 313). 
Цивільне працевлаштоване населення становило 105 осіб. Основні галузі зайнятості: роздрібна торгівля — 19,0 %, сільське господарство, лісництво, риболовля — 12,4 %, виробництво — 11,4 %, освіта, охорона здоров'я та соціальна допомога — 11,4 %.